# Colonial Beach
Colonial Beach is een plaats (town) in de Amerikaanse staat Virginia, en valt bestuurlijk gezien onder Westmoreland County.

## Demografie
Bij de volkstelling in 2000 werd het aantal inwoners vastgesteld op 3228.
In 2006 is het aantal inwoners door het United States Census Bureau geschat op 3663, een stijging van 435 (13.5%).

## Geografie
Volgens het United States Census Bureau beslaat de plaats een oppervlakte van
7,4 km², waarvan 6,7 km² land en 0,7 km² water.

## Plaatsen in de nabije omgeving
De onderstaande figuur toont nabijgelegen plaatsen in een straal van 32 km rond Colonial Beach.